# Anorliuitsoq
Anorliuitsoq [aˈnɔɬːiuit͡sɔq] (nach alter Rechtschreibung Anordliuitsoĸ) ist eine wüst gefallene grönländische Siedlung im Distrikt Nanortalik in der Kommune Kujalleq.

## Lage
Anorliuitsoq befindet sich an der Ostküste der Insel Pamialluk. Der Sund Anorliuitsup Imaa trennt die Insel von der gegenüberliegenden Insel Annikitsoq (Faltings Skær). Direkt neben Anorliuitsoq befindet sich der See Anorliuitsup Tasia. Der nächstgelegene bewohnte Ort ist Aappilattoq, das neun Kilometer nördlich liegt.

## Geschichte
Anorliuitsoq wurde erstmals 1853 besiedelt. Die Bewohner gehörten ursprünglich der Herrnhuter Brüdergemeine an. Ab 1911 gehörte Anorliuitsoq zur Gemeinde Pamialluk.
1919 hatte der Ort 45 Bewohner, die in zehn Häusern lebten. Es gab eine 21 m² große Schulkapelle aus Holz, die aber nur spärlich ausgestattet war. Unter den Bewohnern waren zwölf Jäger und ein Katechet. Sie lebten größtenteils vom Robbenfang.
Sechs Bewohner von Anorliuitsoq und Narsarmijit wollten im selben Jahr zum Kangerlussuatsiaq (Lindenow Fjord) umsiedeln, was vom Landesrat jedoch abgelehnt wurde, weil dieser Wohnplatz äußerst abgelegen gewesen wäre (de facto hätte er sich an der grönländischen Ostküste befunden). 1923 wurde Pamialluk als zugehöriger Udsted aufgegeben. 1925 wurde Anorliuitsoq Teil der neuen Gemeinde Aappilattoq, nachdem Aappilattoq 1923 zum Udsted ernannt worden war, aber noch im selben Jahr wurde Anorliuitsoq ebenfalls verlassen.
In den 1930er Jahren wurde der Ort ein weiteres Mal besiedelt. In den 1940er Jahren schwankte die Einwohnerzahl zwischen 20 und 27 Personen und 1949 wurde Anorliuitsoq erneut aufgegeben.